# Lophodermium secalis
Lophodermium secalis är en svampart som beskrevs av Hilitzer 1929. Lophodermium secalis ingår i släktet Lophodermium och familjen Rhytismataceae.   Inga underarter finns listade i Catalogue of Life.